# Cimbri
Cimbrii au fost un trib germanic așezat în antichitate la vărsarea Elbei. Împreună cu teutonii și ambronii au luptat împotriva Republicii Romane între 113 și 101 î.Hr.. Cimbri au fost învingători în bătălia de la Arausio, în care până la 120.000 de soldati romani au fost uciși, după care au atacat zone mari din Galia și Hispania. În 101 î.Hr., în timpul unei încercări de a invada Italia, cimbrii fost învinși decisiv de către Gaius Marius, iar regele lor, Boiorix, a fost ucis.